# ウーヴェ・ボル
ウーヴェ・ボル（Uwe Boll, 1965年6月22日 - ）は、ドイツの映画監督、映画プロデューサー、脚本家。カナダのレストラン「Bauhaus Restaurant」のオーナー(現在は閉業)。

## 人物
1965年6月22日、ボルはヴェルメルスキルヒェンで生まれる。ボルは幼い頃、マーロン・ブランド主演の『戦艦バウンティ』を見て、10歳の時に初めて映画事業に参入することを決心した。
その後自主映画を撮影し続け、ケルン大学で学び、博士号を取得後、1994年にジーゲン大学で博士論文を発表する。
バンクーバーの撮影スタジオなどで雑用係として働いた後、『シアトル猟奇殺人捜査』（2001年）でハリウッドデビューする。多い時では1年のうちに映画を3、4本というハイペースで製作していた。その大半は、移住先で拠点でもあるカナダのバンクーバーで撮影されていた。
自身が映画化を手がけたことのある『ポスタル』シリーズの最新作『Postal3』にキャラクターとして登場する予定である。
2015年、バンクーバーにてドイツ料理を提供する「Bauhaus Restaurant」を開店。
2016年には「Rampage」シリーズの最終作である『ボーダーランド』を最後に、映画監督業を引退すると宣言。今後は、レストラン経営と映画流通業に専念するという。
しかし2020年、映画製作に復帰することを発表した。

## 評価
2000年代中期にゲームの映画化を多く手がけたが、評判は散々。その割りにレイ・リオッタやクリスチャン・スレイターといった人気俳優からベン・キングズレー、ユルゲン・プロホノフなどの大物俳優が次々出演するため「資産家の息子では?」「ハリウッドに有力なコネがあるのでは?」という噂も出るほど。最低映画制作者として現在も王道を邁進している。高名なゴールデンラズベリー賞のノミネート回数では群を抜いていたが、2008年（第29回）に受賞（最悪監督賞に加え最悪功績賞というおまけつき）に至った。
ゲームファンの中にはボルが監督することを嫌がる者も多く、これ以上ゲーム原作の映画を撮るのを止めさせるための署名活動のサイトも存在する。それに対しボルが「『Postal』公開までに100万票集まったら映画監督から足を洗う」と発言し、それを受けたCadbury Adams USA社が「100万票集まったら署名した全員に無料でガムを配る」と発表する騒ぎにまで発展した。
同じくゲーム制作者からも敬遠されることがあり、『World of Warcraft』を映画化しようとした際にはブリザード・エンターテイメントから「あなたにだけは絶対に映画化の権利を売りません」と頑なに拒否された。そのためか、近年はゲーム原作の映画をあまり撮らない傾向にある。
しかし雑誌『映画秘宝』では、「撮影現場ではカメラを常に2台回して無駄が無く、現場では笑いが絶えなかった」というコメントが出演者のクリスチャン・スレイターから出ることや、ゲーム原作以外の映画ではリアルで陰惨な暴力描写が評価されるなど、肯定的な評価がないわけではない。
パフォーマンスも積極的で、自分の作品を批判した評論家とボクシングの勝負をしたり、「映画界を追放された」とスーダン（実際は南アフリカのロケ地に作った映画のセット）で生活する動画を公開するなどした。
作品評価の低さにもかかわらず映画撮影資金を調達し続けられたのは、国内映画産業奨励を目指したドイツ国内法のためである。この法律では映画製作に投資された資金は全額が課税控除となり、利益だけが課税対象となる。このため、投資側からは最初から利益を出すことを求められておらず、『POSTAL』のように1800万ドルの製作資金を投じた上で、全米でわずか12館での公開ということが投資側から認められてしまう。一方で、同じ国内法で投資された映画の多くが、控除を認められる段階に入れば撮影を中止してしまうのに対して、ボルは少なくとも映画を完成させ、法律の目的を満たしているという指摘がある。

## フィルモグラフィ

### 監督
- German Fried Movie (1991年、ビデオ映画)
- Barschel - Mord in Genf? (1993年)
- Amoklauf (1994年)
- Das Erste Semester (1997年)
- シアトル猟奇殺人捜査 Sanctimony (2000年、テレビ映画) - マイケル・パレ、キャスパー・ヴァン・ディーン出演
- Blackwoods (2002年)
- Heart of America (2002年)
- ハウス・オブ・ザ・デッド House of the Dead (2003年) - ジョナサン・チェリー、ユルゲン・プロホノフ出演
- アローン・イン・ザ・ダーク Alone in the Dark (2005年) - クリスチャン・スレイター、スティーヴン・ドーフ出演
- ブラッドレイン BloodRayne (2005年) - クリスタナ・ローケン、ベン・キングズレー出演
- デス・リベンジ　In the Name of the King: A Dungeon Siege Tale (2006年) - ジェイソン・ステイサム、レイ・リオッタ出演
- SHOCKER ショッカー Seed (2007年) - マイケル・パレ出演
- POSTAL Postal (2007年) - ザック・ウォード出演
- ブラッドレインII BloodRayne II: Deliverance (2007年、ビデオ映画)
- T-フォース ベトコン地下要塞制圧部隊 1968 Tunnel Rats (2008年) - ネイト・パーカー、マイケル・パレ出演
- G.I.フォース Far Cry (2008年) - ウド・キア出演
- Stoic (2009年) - エドワード・ファーロング出演
- ザ・テロリスト Rampage (2009年) - ブレンダン・フレッチャー、マイケル・パレ、マット・フリューワー出演
- ダルフール・ウォー 熱砂の虐殺 Darfur (2009年) - クリスタナ・ローケン、デヴィッド・オハラ、ビリー・ゼイン、マット・フリューワー出演
- Final Storm (2010年) - スティーヴ・ベーシック、ローレン・ホリー、ルーク・ペリー出演
- ザ・ファイト 拳に込めたプライド Max Schmeling (2010年) - ヘンリー・マスケ出演
- ブラッドレイン 血塗られた第三帝国 BloodRayne 3: The Third Reich (2011年) - ナターシャ・マルテ、マイケル・パレ出演
- Blubberella (2011年) - リンジー・ホリスター、マイケル・パレ出演
- アウシュビッツ ホロコーストガス室の戦慄 Auschwitz (2011年)
- デス・リベンジ2 In the Name of the King 2 (2011年) - ドルフ・ラングレン、ナターシャ・マルテ、ロックリン・マンロー出演
- ウォールストリート・ダウン Assault on Wall Street (2013年) - ドミニク・パーセル、エドワード・ファーロング、キース・デイヴィッド出演
- ザ・シューター 大統領暗殺 Suddenly (2013年) - ドミニク・パーセル、レイ・リオッタ、マイケル・パレ出演
- デス・リベンジ ラストミッション In the Name of the King 3 (2013年) - ドミニク・パーセル出演
- ザ・テロリスト 合衆国陥落 Rampage: Capital Punishment(2014年) -  ブレンダン・フレッチャー出演
- ボーダーランド Rampage: President Down(2016年) -  ブレンダン・フレッチャー、クリスタル・ロウ出演
- Hanau (Deutschland im Winter - Part 1) (2020年)

### 製作のみ
- Fíaskó (2000年)
- Angels Don't Sleep Here (2001年)
- They Wait (2007年)
- アローン・イン・ザ・ダークII Alone in the Dark II (2008年、ビデオ映画)
- ZMフォース ゾンビ虐殺部隊 Zombie Massacre (2012年)
- 超科学実験体 ゾンビロイド Zombie Massacre 2: Reich of the Dead (2015年)
- デッド・ウォーカー Anger of the Dead (2015年)
- House of Evil (2017年)
- The Decline (2020年)